# Safa Aissaoui
Safa Aissaoui (arabisch صفاء عيساوي, DMG Ṣafāʾ ʿĪsāwī; * 23. Januar 1985) ist eine ehemalige tunesische Leichtathletin, die im Mittel- und Langstreckenlauf an den Start ging. Ihren größten Erfolg feierte sie mit dem Vizeafrikameistertitel über 1500 Meter 2006 in Bambous.

## Sportliche Laufbahn
Erste internationale Erfahrungen sammelte Safa Aissaoui im Jahr 2001, als sie bei den Jugendweltmeisterschaften in Debrecen mit 4:25,61 min in der ersten Runde im 1500-Meter-Lauf ausschied. Bei den Crosslauf-Weltmeisterschaften 2003 in Lausanne wurde sie in 24:01 min 50. im U20-Rennen und im Jahr darauf wurde sie bei den Crosslauf-Weltmeisterschaften 2004 in Brüssel nach 21:56 min 22. im Juniorinnenbewerb. Im Juli gewann sie bei den Juniorenweltmeisterschaften in Grosseto in 9:02,47 min die Silbermedaille im 3000-Meter-Lauf und kam über 5000 Meter nicht ins Ziel. Im September siegte sie bei den Arabischen Juniorenmeisterschaften in Kairo in 4:28,10 min und 9:46, min über 1500 und 3000 Meter, ehe sie bei den Panarabischen Spielen in Algier in 16:19,56 min die Silbermedaille im 5000-Meter-Lauf hinter der Algerierin Souad Aït Salem gewann. Bei den Crosslauf-Weltmeisterschaften 2005 in Saint-Étienne gelangte sie nach 15:14 min auf den 85. Platz über die Kurzdistanz und im Juli wurde sie bei den Mittelmeerspielen in Almería in 4:18,21 min 13. über 1500 Meter. Anschließend gewann sie bei den Arabischen Meisterschaften in Radès in 4:16,25 min und 16:56,15 min jeweils die Silbermedaille über 1500 und 5000 Meter hinter der Bahrainerin Maryam Yusuf Jamal. Zudem gewann sie mit der tunesischen 4-mal-400-Meter-Staffel in 3:49,76 min die Bronzemedaille hinter den Teams aus dem Sudan und Syrien. Im Jahr darauf schied sie bei den Afrikameisterschaften in Bambous mit 2:09,56 min in der Vorrunde im 800-Meter-Lauf aus und gewann über 1500 Meter in 4:24,08 min die Silbermedaille hinter der Algerierin Nouria Mérah-Benida. 2007 belegte sie bei den Arabischen Meisterschaften in Amman in 4:26,73 min den fünften Platz über 1500 Meter und anschließend schied sie bei den Afrikaspielen in Algier mit 4:24,47 min im Vorlauf aus. Im November siegte sie bei den Panarabischen Spielen in Kairo in 19:13,96 min über 5000 Meter und belegte in 4:31,00 min den fünften Platz über 1500 Meter. Bei den Crosslauf-Weltmeisterschaften 2009 in Amman kam sie nicht ins Ziel und im Juli belegte sie bei den Mittelmeerspielen in Pescara in 4:18,11 min den neunten Platz über 1500 Meter. Daraufhin belegte sie bei den Arabischen Meisterschaften in Damaskus in 4:18,91 min den vierten Platz über 1500 Meter und gewann mit der Staffel in 3:51,90 min die Bronzemedaille hinter den Teams aus Marokko und dem Irak. Im Jahr darauf landete sie bei den Crosslauf-Weltmeisterschaften 2010 in Bydgoszcz nach 27:30 min auf dem 56. Platz und bei den Crosslauf-Weltmeisterschaften 2011 in Punta Umbría lief sie nach 27:38 min auf dem 54. Platz durchs Ziel. 2012 beendete sie dann ihre aktive sportliche Karriere im Alter von 27 Jahren.
In den Jahren 2005, 2009 und 2010 wurde Aissaoui tunesische Meisterin im 1500-Meter-Lauf sowie 2006 auch über 5000 Meter.

## Persönliche Bestleistungen
- 800 Meter: 2:07,38 min, 26. Juni 2006 in Namur
- 1500 Meter: 4:14,32 min, 10. Juni 2006 in Bukarest
- 3000 Meter: 9:02,47 min, 17. Juli 2004 in Grosseto (tunesischer U20-Rekord)
- 5000 Meter: 16:12,24 min, 3. Juni 2011 in Constanța